# 117874 Picodelteide
117874 Picodelteide este o planetă minoră (asteroid) din centura de asteroizi. A fost descoperită pe 26 septembrie 1960 la Observatorul Palomar de Cornelis Johannes van Houten. 
Obiectul prezintă o orbită caracterizată de o semiaxă mare de 1,949545769408 UAi, o excentricitate de 0,11, o înclinație de 20,8 ° în raport cu ecliptica.